# Präsidentschaftswahl in Dschibuti 1981
Die Präsidentschaftswahl in Dschibuti 1981 fand am 12. Juni statt. Es war die erste Präsidentschaftswahl überhaupt in dem seit 1977 unabhängigen Land.
Es gab nur einen Kandidaten. Der regierende Präsident Hassan Gouled Aptidon von der einzigen legalen Partei Rassemblement populaire pour le progrès war der einzige Kandidat und wurde mit 84,58 % der abgegebenen Stimmen gewählt. Die Wahlbeteiligung lag bei 85 %. Da Hassan Gouled Aptidon der einzige Kandidat war, wurden alle Stimmzettel, auf denen nicht sein Name angekreuzt war als „ungültig“ gezählt. Damit hatte Aptidon notwendigerweise 100 % der gültigen Stimmen erhalten.

## Ergebnis
| Kandidaten                         | Parteien                                | Stimmen | %    |
| ---------------------------------- | --------------------------------------- | ------- | ---- |
| Hassan Gouled Aptidon              | Rassemblement populaire pour le progrès |         | 100  |
| Gesamt                             |                                         |         | 100  |
|                                    |                                         |         |      |
| Ungültige Stimmen                  |                                         |         | 15,4 |
|                                    |                                         |         |      |
| Quelle: African Elections Database |                                         |         |      |